# الظافر عامر بن عبد الوهاب
الظافر عامر بن عبد الوهاب ( 894هـ - 923هـ / 1489م - 1517م ) من سلاطين الدولة الطاهرية، وأشدهم بأساً، وأطولهم في الحكم مدة. والذي أعاد كيان الدولة الطاهرية في اليمن ووطد مُلكها من جديد بعد أن تمزقت بعد احتلال صنعاء من قبل محمد بن الناصر. قُتل في صنعاء عام 923 هـ / 1516م.
وتبعه في الحكم عامر بن داوود وهو آخر سلاطين الدولة الطاهرية.

## المدارس الإسلامية التي اسسها
- المدرسة العامرية